# Programmierstil
Ein Programmierstil (engl. code conventions, coding conventions, coding standards) ist in der Programmierung das Erstellen von Quellcode nach bestimmten vorgegebenen Regeln. Er gilt als Teilaspekt von Softwarequalität, der insbesondere die Verständlichkeit und Wartbarkeit von Software, dies sind Kriterien für Softwarequalität gem. ISO/IEC 9126 (aktualisiert durch ISO/IEC 25000) unterstützen soll.
Ein Programmierstil und die Vorgaben dazu regeln, „wie“ ein Programm, d. h. sein Quellcode, in formaler und struktureller Hinsicht gestaltet sein soll – unabhängig davon, „was“ das Programm leisten soll. Dabei wirken drei Aspekte zusammen:
- Die Vorschrift: Die Definition von Regeln oder Konventionen/Standards. Im Sinn von (Software-) „Qualität“ (= „das Erfüllen von Anforderungen“) sind dies „Anforderungen“.
- Die Handlung: Das Umsetzen/Berücksichtigen dieser Regeln; 'Programmieren' / Erstellen von Programmcode
- Das Ergebnis: Der Quelltext mit seiner Struktur und seinem Erscheinungsbild; im Rahmen der Qualitätssicherung auf Einhaltung der Vorschrift(en) überprüfbar

In einem umfassenderen Sinn gelten auch die Programmierparadigmen als (fundamentaler) Programmierstil.
Die Beurteilung eines Programmierstils erfordert in der Regel ein tiefes semantisches Verständnis des Programmquelltextes. Aus diesem Grund sind Style Checker und Beautifier bisher nicht oder nur äußerst eingeschränkt in der Lage, die Überprüfung auf einen guten Programmierstil bezüglich dieser Elemente durchzuführen bzw. eine Einhaltung gewährleisten zu können.

## Zweck
Der Zweck eines definierten Programmierstils ist die Erleichterung der Arbeit aller an einem Programmierprojekt beteiligten Teammitglieder. Das bezieht sich insbesondere auf die Lesbarkeit, Verständlichkeit und Wartbarkeit von Programm-Quelltext bzw. der Eliminierung vermeidbarer Fehlerquellen in Programmen.
Im Sinne der Verständlichkeit und Wartbarkeit kann eine Richtlinie die Verwendung von programmsprachlich erlaubten (aber „unsauberen“) Programmkonstrukten einschränken oder ganz verbieten. Die Einhaltung von vorgängig definierten Nomenklaturen für Variablen, Prozeduren und Klassennamen kann Lesbarkeit und Wartbarkeit eines Programmcodes wesentlich verbessern.
Während der Wartung ist die Einhaltung eines definierten Programmierstils noch wichtiger als während der Entwicklung. Als Richtwert gilt, dass 80 % der Lebenszeit eines Softwareprodukts auf die Wartung entfallen. Oft wird ein Programm nicht von der ursprünglichen programmierenden Person gewartet. Umso wichtiger ist es, dass bereits vom ersten Augenblick an ein guter Programmierstil verwendet wird.
Ein Programmierstil sollte nicht unbedingt wie eine Doktrin ausgelegt werden. Verstöße dagegen sollten erlaubt sein, sofern sie gut begründet sind. Dies kann in Einzelfällen beispielsweise (beim Programmierstil im engeren Sinne) durch optimierte Platzausnutzung den Überblick verbessern, durch Betonung bestimmter Einzelheiten der Verständlichkeit dienen oder als Ad-hoc-Sonderregel für besondere Codeteile die Ziele des Programmierstils mit anderen Mitteln verfolgen.

## Beispiele für Elemente des Programmierstils
Die Inhalte, die Gegenstand eines Programmierstils sind, können von Fall zu Fall unterschiedlich sein. Die Bandbreite reicht von einfachen Vorgaben zur Code-Strukturierung (Einrückungen) bis hin zu Festlegungen für alle das „Wie“ der Implementierung betreffenden Details.
In größeren Projekten und Unternehmen, wo viele Beteiligte in der Softwareentwicklung zusammenarbeiten, werden die Anforderungen zum Programmierstil häufig in Programmierrichtlinien festgelegt. Oft bauen diese auf überbetrieblich oder international veröffentlichten Konventionen und Empfehlungen auf; Beispiele sind die „Ungarische Notation“ oder die „Java-Code-Conventions“.
Ein Teil der Regeln ist auf die verwendete Programmiersprache ausgerichtet. Einzelne oder viele Elemente können situationsbedingt unterschiedlich wichtig sein (von „Muss“ bis zu „nicht relevant“); z. B. abhängig davon, ob die Software nur einmalig oder dauerhaft benutzt werden soll. Im privaten oder nicht-kommerziellen Bereich wenden Softwareentwickler häufig nur einen erlernten oder intuitiv angewendeten, nicht explizit festgelegten Programmierstil an.
Beispiele für Elemente des Programmierstils sind nachfolgend gelistet (u. a. aus):
- Verwenden der üblichen Vorgehensweisen im gewählten Programmierparadigma (z. B. Objektorientierte Programmierung)
- Festlegung von Namenskonventionen: Wie sind Bezeichner zu wählen?
- Anwendung von Entwurfsmustern
- Verwendung von Compilerdirektiven und -Schaltern
- Strukturierung des Codes (Einrückungen, Modul-/Prozedurgröße, GOTO-Verbot): Wo sollen Leerzeichen stehen? Wie ist einzurücken? Maximale Zeilenanzahl einer Routine.
- Typisierung (Wahl des Typs für ein Symbol oder eine Variable)
- Initialisieren von Variablen
- Zugriff auf Variable fremder Objekte / Prozeduren
- Gestaltung von Funktionsaufrufen (Parameterübergaben, Rückgabewerte)
- pflichtgemäß zu verwendende Standardkomponenten, wie Unterprogramme, APIs etc.
- Vermeidung von Redundanz und möglichst breite Wiederverwendbarkeit – durch Modularisierung
- Unabhängigkeit verschiedener Programmteile (Modularität)
- Einheitlichkeit bei der Lösung gleichartiger Probleme, z. B. durch Normierte Programmierung
- Robustheit durch ausführliche Fehler- und Ausnahmebehandlung
- Umfang und Form der Dokumentation: Je Prozedur, je Zeile; Detaillierungsgrad; abgestimmt auf weitere Dokumente

## Beispiel Quelltextformatierung
Wichtige Aspekte des Programmierstils sind die Anordnung von untergeordneten Programmelementen (Einrückungsstil), die damit unmittelbar auch auf die Positionierung umschließender Syntaxelemente wie {}, [], (), BEGIN oder END Einfluss haben, sowie der Einsatz von Leerzeichen und Leerzeilen und die Verschachtelungstiefe untergeordneter Programmelemente.
Auch die Namenskonventionen für Symbole spielen eine gewichtige Rolle im Zusammenhang mit der Bewertung des Programmierstils. Der Name eines Symbols sollte die Funktion oder Verwendungsweise hinreichend erklären oder zumindest andeuten. Da heute ausreichend Speicherplatz für den Code zur Verfügung steht, ist die früher übliche platzsparende Verwendung von Kürzeln wie zum Beispiel „dskmngr“ nicht mehr gerechtfertigt. Häufig wird für unterschiedliche Arten von Symbolen auch eine unterschiedliche Schreibweise verwendet, um so am Symbolnamen ablesen zu können, ob es sich um eine Variable, eine Funktion, eine Klasse oder eine Konstante etc. handelt. (Siehe auch Ungarische Notation). In diesem Zusammenhang sind auch die Länge und der Umfang von Symbolen sowie deren Deklarationsreihenfolge von Bedeutung.
Diese Aspekte der Quelltextformatierung beziehen sich in erster Linie auf die optische Lesbarkeit, dadurch jedoch direkt auch auf die Verständlichkeit eines Programmquelltexts.
Style Checker wie beispielsweise Checkstyle können die meisten Kriterien für einen guten Programmierstil bezüglich dieser Elemente überprüfen. Beautifier sind in der Lage, durch Umformatierung des Quelltextes die Einhaltung eines guten Stils bezüglich dieser Elemente zu gewährleisten.

### Umstrittene Elemente
Die folgenden Elemente von Programmierstilen sind umstritten. Es folgt zu jedem Element eine Gegenüberstellung der Argumente der jeweiligen Befürworter und Gegner. Falls möglich und als allgemein akzeptiert betrachtbar, schließt sich eine Empfehlung bezüglich des umstrittenen Elements an die Erörterung an.

#### Kommentare
Als Kommentare sollen nichttriviale oder nichtoffensichtliche Sachverhalte beschrieben, jedoch zum Programmcode in erkennbarer Form redundante Informationen vermieden werden. Die Menge (Frequenz) an Kommentaren soll sich auf zum Verständnis des Programms relevante Informationen beschränken. Dies kann auch von der Programmiersprache (z. B. der Verwendbarkeit ‚Sprechender Namen‘) abhängig sein.
Zu viele Kommentare können auf eher schlechte Codequalität hinweisen. Wo ein Kommentar erforderlich scheint, solle der Entwickler eine alternative Form der Implementierung prüfen.
Zu wenige Kommentare bedeuten im Wartungsfall (z. B. durch andere Entwickler) zu höherem Aufwand für die Einarbeitung ins oder das Verständnis für das Programm führen, im schlimmsten Fall zu Fehlimplementierungen führen.
Früher galt die Abwesenheit von Kommentaren im Quellcode generell als Zeichen für einen schlechten Programmierstil. Man ging davon aus, dass Kommentare unerlässlich wären. Seit Refactoring und Clean Code wird das differenzierter gesehen. Robert Cecil Martin weist beispielsweise darauf hin, dass Kommentare niemals schlechten Code ausgleichen und Code stets selbsterklärend sein sollte. Er unterscheidet zwischen „guten“ und „schlechten“ Kommentaren.

#### Zeilenlänge
Oft wird eine Begrenzung der Zeilenlänge als guter Programmierstil angesehen. Für eine solche Begrenzung spricht (je nach festgelegter Maximal-Zeilenlänge), dass
- kürzere Zeilen in der Regel leichter lesbar sind als längere (insbesondere leichter als mehrere lange, automatisch nur an Wortgrenzen umbrochene Zeilen untereinander), siehe den mehrspaltigen Satz von Zeitungen
- sich längere Anweisungen meist semantisch in einzelne Teile/Zeilen untergliedern lassen
- Vergleichswerkzeuge wie diff oft zeilenweise arbeiten und dabei Änderungen leichter zu erkennen sind
- bei Beschränkung auf den sicheren druckbaren Bereich (80 Zeichen) semantisch motivierte Zeilenumbrüche und Einrückungen auch im Ausdruck erhalten bleiben

Gegen eine Begrenzung der Zeilenlänge (also für ungekürzte Zeilen) spricht, dass
- dies Handarbeit entweder beim Programmieren oder bei der Einrichtung der IDE erfordert
- insbesondere neuere APIs lange Symbolnamen verwenden, was die Entstehung sehr langer Zeilen begünstigt
- bei einer Suche mit grep die Fundstelle – per Voreinstellung eine einzelne Zeile ohne Kontextzeilen – die vollständige Anweisung zeigen kann

Als Konsens kann gelten, dass auch lange Zeilen keinesfalls mehr als eine Anweisung enthalten sollen.

#### Einrückungsstil
Der Einrückungsstil ist wohl der umstrittenste Punkt eines Programmierstils.
Folgende Empfehlungen gelten jedoch als allgemein anerkannt:
- Festlegung innerhalb eines Projekts, Teil-Projekts, Teams oder Unternehmens. Beispiel: „Für unsere Open-Source-Projekte in C und C++ verwenden wir die GNU-Coding-Standards, für Java grundsätzlich die Code Conventions von SUN und ansonsten die gemäß Allman.“
- Konsequente Umsetzung
- Keine Mischung unterschiedlicher Stile in einem Projekt

Ebenfalls viel diskutiert ist die Frage der Einrückungstiefe für untergeordnete Blöcke und ob man dabei Leerzeichen oder dem Tabulatorzeichen den Vorzug geben sollte. So schreibt die Code Convention für Java beispielsweise eine Einrückungstiefe von vier Leerzeichen, die Code Convention für Linux hingegen eine Einrückungstiefe von acht Zeichen vor. Der Vorteil der Einrückung mit Leerzeichen besteht darin, dass die Einrückung unabhängig von den Anzeigeoptionen des Anzeigeprogramms oder Editors stets erhalten bleibt.
Tabulatorzeichen zur Einrückung bieten im Gegenzug den Vorteil, dass jeder Entwickler selbst durch die Konfiguration der Tabulatorschrittweite seines Texteditors die dargestellte Einrückungstiefe bestimmen kann. Einigkeit besteht jedoch bezüglich der Auffassung, dass man beide Varianten nicht mischen sollte. Eine Mischung von Tabulator- und Leerzeichen bei der Einrückung führt zu uneinheitlichen Einrückungstiefen für Elemente auf der gleichen Hierarchiestufe, was der Lesbarkeit eher abträglich ist.

### Regelwerke
Einige Qualitätsnormen im Softwareumfeld (IEC 61508, CMMI, SPICE usw.) fordern explizit die Anwendung bestimmter Regelwerke für die Programmierung. Beispielsweise ist im Umfeld der Automobilindustrie häufig der Programmierstandard MISRA-C vorgeschrieben.